# Yorktown (Virginia)
Yorktown település az Amerikai Egyesült Államok Virginia államában, York megyében, melynek megyeszékhelye is. Lakosainak száma 221 fő (2020. április 1.).

## Népesség
A település népességének változása:

| 2010 | 195 |
| 2020 | 221 |